# Göteborgs Stadshus (företag)
Göteborgs Stadshus AB (tidigare Göteborgs Kommunala Förvaltning AB) är ett förvaltningsbolag, som äger samtliga Göteborgs kommuns bolag. Bolagen är indelade tio olika områden.

## Ägande och styrning
Göteborgs Stadshus AB ägs direkt av Göteborgs stad och är sedan den 1 januari 2014 moderbolag i koncernen. Styrelsen består av åtta ledamöter och en suppleant utsedda av Göteborgs kommunfullmäktige. Namnändring skedde vid bolagsstämman den 6 december 2013. Syftet med bolaget är att öka den politiska styrningen av kommunens bolag och göra den mera synlig.

## Struktur
Bolagen är indelade i sju underkoncerner/kluster utifrån politikområden Till detta kommer de regionala bolagen och bolag som är interna tjänsteleverantörer, i två separata kluster. Boplats Göteborg är tillfälligt placerat direkt under koncernbolaget i väntan på en verksamhetsöversyn.

### Energi
- Göteborg Energi AB + 18 dotterbolag

### Bostäder
- Förvaltnings AB Framtiden
- Framtiden Byggutveckling AB
- Bostads AB Poseidon
- Familjebostäder i Göteborg
- Gårdstensbostäder
- Göteborgs Stads bostads AB
- Göteborgs Egnahems AB
- Rysåsens Fastighets AB
- Störningsjouren i Göteborg AB

### Lokaler
- Älvstranden Utveckling AB
- Higab
- Scandinavium AB
- Förvaltnings AB Göteborgslokaler
- Göteborgs Stads Parkerings AB

### Turism, Kultur, Evenemang
- Göteborg & Co Kommunintressent AB
- Göteborg & Co Träffpunkt AB
- Got Event AB
- Liseberg AB
- Göteborgs Stadsteater AB

### Hamn
- Göteborgs Hamn AB

### Regionala bolag
- Renova AB
- Gryaab AB
- Grefab AB

### Boplats Göteborg
- Boplats Göteborg – tillfällig placering

### Kollektivtrafik
- Göteborgs Spårvägar AB
- G S Buss AB
- G S Trafikantservice AB
- G S Spårvagn AB

### Interna bolag
- Göteborgs Gatu AB (Upplöst 2016, fusion med Kommunleasing i Göteborg AB och heter numera "Göteborgs Stads Leasing AB")
- Göteborgs Upphandlings AB (Nedlagt, numera "Nämnden för inköp och upphandling")[4]
- Försäkrings AB Göta Lejon
- Kommunleasing i Göteborg AB  (Upplöst 2016, fusion med Göteborgs Gatu AB och heter numera "Göteborgs Stads Leasing AB")
- Göteborgs Stads Leasing AB
- AB Gothenburg European Office

### Näringsliv
- Business Region Göteborg AB
- Lindholmen Science Park AB
- Johanneberg Science Park AB
- Göteborgs Tekniska College AB